# مشارکت مردمی

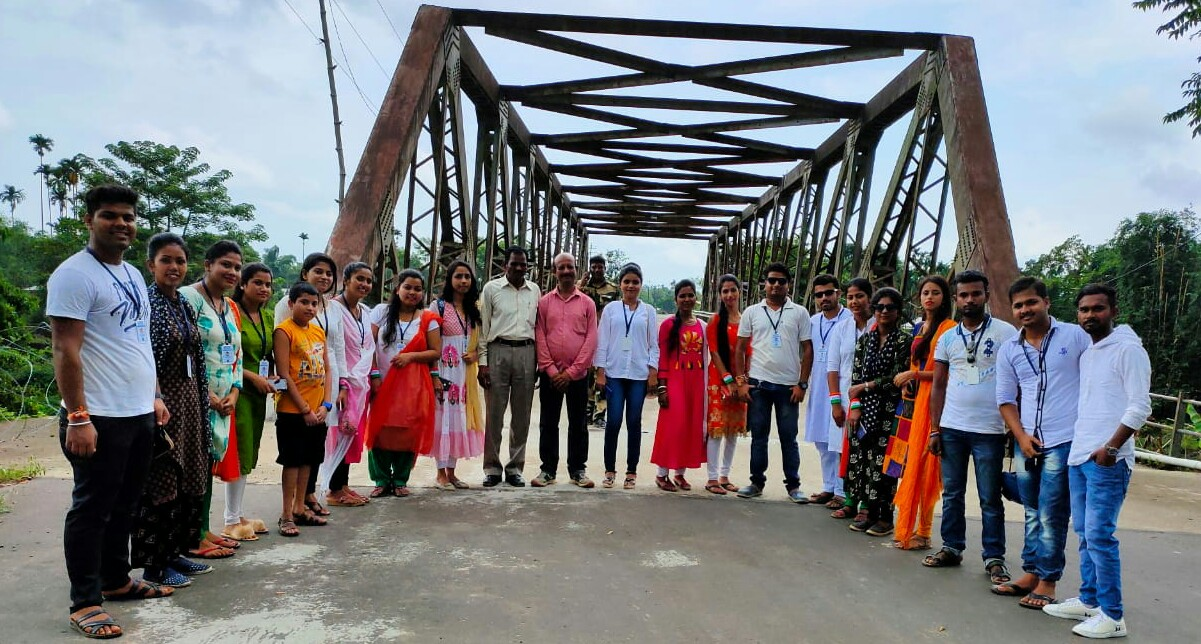
مشارکت مردمی

مشارکت در جامعه محلی یعنی فرایند به‌کارگیری توانمندیهای فردی یا گروهی ذینفعان برای دستیابی به یک هدف گروهی. در این فرایند، رفتار آگاهانه، خواست جمعی، پذیرش جمعی، انتخاب و وجود نیازهای مشترکت اهمیت دارند. آنچه در یک فرایند مشارکت موفق مهم است احساس نیاز برای حل یک مشکل، شناخت آن مشکل و احساس نیاز به همکاری گروهی با توجه به میزان دانش و توانمندی افراد و شناخت آنان از توانایی‌ها و امکانات موجود و حداکثر استفاده از آنهاست.
اگر به مشارکت به مثابه یک حق (نگاه کنید به ماده ۲۷ اعلامیه جهانی حقوق بشر) بنگریم، متوجه می‌شویم که تک تک انسان‌ها مطابق با اعلامیه جهانی حقوق بشر حق دارند که در تعیین سرنوشت خود مشارکت کنند.
مشارکت در یک اجتماع محلی از حساس شدن آغاز می‌شود که نخستین پله مشارکت است. پله بعدی آگاه شدن و دانستن است. مردم در یک جامعه محلی حق دارند که از اتفاقاتی که در اجتماع آنها می‌افتد با خبر باشند. پله بعدی، مشاوره و ارائه نظر از سوی مردم است. افراد در یک جامعه محلی در جلسات گروهی شرکت می‌کنند و نظرات خود را مطرح می‌کنند. آنان در این مرحله نیازهای خود را در اجتماع محلی فهرست می‌کنند و درباره اولویت‌ها سخن می‌گویند. گاه در این مرحله کمیته‌ها یا ساختارهایی شکل می‌گیرد. پله بعدی، نقش پذیری و مشارکت در فعالیت‌های اجرایی است. بعد از آن وارد پله‌ای می‌شود که می‌توان آن را "درگیر شدن فرد در جریان کار" نامید، به گونه‌ای که دیگر جزئی از فرایند محسوب می‌شود و نمی‌توان او را از این فرایند جدا کرد. وارد شدن در این فرایند، به معنای توانمند شدن مردم در جامعه محلی است.
اگر شناسایی نیاز مردم در سطح محلی توسط خود آنان به اقدام محلی بینجامد منجر به مشارکت برای برآورده شدن نیاز می‌گردد در عین حال که ممکن است نیاز منجر به تقاضا یا مطالبه شود اما مشارکتی را به وجود نیاورد. در تمام جریان مشارکت، تلاش تسهیل‌گر این است که مردم محلی نیازهای خود را بشناسند، اولویت بندی کنند و خود برنامه‌ای را برای تحقق آن نیاز طراحی کنند بدون اینکه نیازهای تبدیل به مطالبات شود. در واقع نتیجه فعالیت‌های توانمندسازی محلی، باید اقدام محلی برای رفع نیازهای محلی باشد.
مشارکت عمومی عبارت است از مشارکت افراد با ساختارها و نهادهای مختلف دموکراسی، از جمله رای دادن، تماس با نماینده سیاسی، مبارزات انتخاباتی و لابی، و شرکت در رایزنی ها و تظاهرات.
مشارکت شهروندان می‌تواند در مورد تغییر نحوه تعامل افراد (به عنوان سیاستمداران، توسعه‌دهندگان و شهروندان) با یکدیگر برای اتخاذ تصمیمات کلیدی باشد. راه‌های زیادی برای مشارکت مردم محلی در فرآیند تصمیم‌گیری وجود دارد. به طور مثال، شری آرنشتاین در سال 1969 در مورد مشارکت شهروندان در فرآیند برنامه ریزی، "نردبان مشارکت شهروندان" را توصیف کرد که نشان‌دهنده ‌پله‌های مشارکت (از کمترین سطح مشارکت تا بالاترین سطح مشارکت)است.
این نردبان راهنمایی است برای دیدن اینکه چه کسی در زمان تصمیم گیری های مهم قدرت دارد و چگونه می‌توان به بهترین حالت مشارکت عمومی رسید.  این نردبان، 8 پله دارد که به ترتیب از کمترین سطح مشارکت تا بالاترین سطح به شرح زیر هستند.
1- فربیکارانه ۲. روان درمان‌گرایانه (این دو سطح غیر مشارکتی هستند)
۳-اطلاع‌رسانی ۴-مشاوره ۵-جایگاه بخشی ( این سه سطح نمایشی هستند)
۶-شراکت ۷- تنفیذ قدرت ۸- کنترل شهروندی (این سه سطح بالاترین سطوح مشارکتی هستند)

## اعتماد عمومی
در سال‌های اخیر از دست‌دادن اعتماد عمومی به مقامات و سیاستمداران به یک نگرانی گسترده در بسیاری از جوامع دموکراتیک تبدیل شده است. روابط بین شهروندان و دولت‌های محلی در دو دهه‌ی گذشته به دلیل کاستی در ارائه‌ی خدمات عمومی ضعیف شده است. 
مشارکت عمومی به عنوان یک راه حل تأثیرگذار برای بحران اعتماد عمومی و حاکمیت، به ویژه در بریتانیا، اروپا و سایر دموکراسی‌ها در نظر گرفته می‌شود. ایجاد مشارکت مستقیم شهروندان می‌تواند اثربخشی، مشروعیت و عدالت اجتماعی را افزایش دهد.
ایده‌ی مورد نظر این است که عموم مردم باید به‌طور کامل‌تر در فرایند سیاست‌گذاری درگیر شوند، زیرا مقامات به دنبال دیدگاه‌ها و مشارکت عمومی هستند، به‌جای اینکه مردم را صرفاً به‌عنوان دریافت‌کنندگان منفعل تصمیم‌های خط‌مشی رفتار کنند. فرض اساسی نظریه پردازان سیاسی، مفسران اجتماعی و حتی سیاستمداران این است که مشارکت عمومی اعتماد عمومی را به مقامات افزایش می‌دهد، مشارکت سیاسی شهروندان را بهبود می‌بخشد، آرمان‌های دموکراتیک را تقویت می‌کند و حتی کیفیت تصمیم‌گیری‌های سیاسی را بهبود می‌بخشد. با این حال، مزایای احتمالی مشارکت عمومی در بازگرداندن اعتماد عمومی هنوز تأیید نشده است.
مشارکت شهروندان تنها در صورتی پایدار است که شهروندان از آن حمایت کنند و مشارکت آنها به‌طور فعال توسط حاکمیت حمایت شود.

## پاسخگویی و شفافیت
مشارکت عمومی ممکن است سبب افزایش پاسخگویی حاکمیت شود. بحث این است که مشارکت عمومی می‌تواند وسیله‌ای برای جوامع شرکت‌کننده باشد تا مقامات دولتی را برای اجرا پاسخگو کنند. در بریتانیا از شهروندان برای تضمین بازداشت عادلانه و انسانی زندانیان استفاده می شود. داوطلبان گروه نظارت مستقل را تشکیل می‌دهند که در مورد بازداشت عادلانه و انسانی زندانیان و بازداشت شدگان گزارش می‌دهد. بسیاری از سازمان‌های اجتماعی از شهروندان طبقه متوسط مرفه تشکیل شده‌اند که دارای امتیاز و زمان برای مشارکت هستند. به خوبی مستند شده است که شهروندان کم درآمد در سازماندهی خود و درگیر شدن در مسائل عمومی با مشکل مواجه هستند. موانعی مانند: هزینه‌های مراقبت از کودکان، مرخصی از کار، و دسترسی به آموزش در امور عمومی، عدم مشارکت شهروندان کم درآمد را تشدید می کند. برای تقویت مشارکت بیشتر همه گروه‌های اجتماعی، طبقات ممتاز پیشتاز برای جذب شهروندان کم‌درآمد از طریق همکاری تلاش می‌کنند. 

## تفاسیر انتقادی
مفهوم و عملکرد مشارکت عمومی اغلب با استفاده از چارچوب های تحلیلی فوکو مورد نقد قرار گرفته است. چنین گزارش‌هایی به تفصیل توضیح می‌دهند که چگونه مشارکت می‌تواند تبدیل به روشی برای به انقیاد درآوردن فعالیت‌های جامعه در رژیم‌های کنترل‌گر و گفتمان‌های قدرت شود و ذکر این نکته لازم است که کنترل و توانمندسازی می‌توانند همزمان با هم وجود داشته باشند.

#### مشارکت عمومی در حاکمیت محیط زیست
با افزایش پیچیدگی‌های مسائل زیست‌محیطی، مشارکت عمومی در تحلیل‌های آکادمیک در مورد بحث‌های معاصر حاکمیت محیط‌زیست مطرح شده است.
استدلال‌هایی به نفع رویکرد مشارکتی‌تر مطرح شده است که تأکید می‌کنند مشارکت عمومی عنصری حیاتی در حاکمیت محیطی است که به تصمیم‌گیری بهتر می‌انجامد. در این استدلا‌ل‌ها، به نتیجه رسیده‌اند که مشکلات زیست محیطی را نمی توان به تنهایی توسط دولت حل کرد. در نتیجه، مشارکت در تصمیم‌گیری‌های زیست‌محیطی، عموم مردم را به حاکمیت محیطی پیوند می‌دهد.
با مشارکت عموم مردم (به ویژه مردمی که پیوند‌هایی با علل مسائل دارند و هم راه‌حل مشکلات زیست‌محیطی هستند) در بحث‌های زیست‌محیطی، شفافیت و مسئولیت‌پذیری بیشتر می‌شود و در نتیجه فرایند تصمیم‌گیری را دموکراتیک می‌کند که حکمرانی خوب زیست‌محیطی نیز به آن وابسته است. همچنین، مشارکت مردمی قوی در حاکمیت محیطی می‌تواند تعهد اعضا را افزایش دهد که انطباق و اجرای قوانین زیست‌محیطی را تقویت می‌کند. ابزار GIS می‌تواند ابزار ارزشمندی برای چنین کاری فراهم کند. (بنگرید به سامانه اطلاعات جغرافیایی و حاکمیت محیطی)
علاوه بر این، برخی از مخالفان استدلال می‌کنند که حق مشارکت در تصمیم‌گیری‌های زیست‌محیطی یک حق رویه‌ای است که «می‌تواند به عنوان بخشی از حق اساسی حفاظت از محیط زیست تلقی شود». از این منظر اخلاقی، انتظار می رود که حاکمیت محیطی در چارچوبی منطبق بر «اصل قانون اساسی انصاف (شامل برابری)» عمل کند، که ناگزیر مستلزم تحقق «حقوق زیست‌محیطی» و در نهایت مشارکت عموم مردم است. علاوه بر این، در زمینه عدم قطعیت‌های علمی قابل توجه پیرامون مسائل زیست محیطی، مشارکت عمومی به مقابله با چنین عدم قطعیت‌ها کمک می‌کند و شکاف بین مشکلات زیست محیطی تعریف شده علمی با تجربیات و ارزش های ذینفعان را پر می کند. انتظار می‌رود با تلاش مشترک دولت و مردم، اداره بهتر محیط زیست با اتخاذ مناسب‌ترین تصمیم ممکن محقق شود.

#### دانش شهروندی
علم شهروندی اصطلاحی است که معمولاً برای توصیف "مشارکت افرادی به غیر از دانشمندان در تحقیقات علمی" استفاده می شود. گنجاندن بیشتر دانشمندان غیرحرفه ای در تحقیقات مربوط به سیاست‌‌گذاری می‌تواند مهم باشد زیرا باعث می‌شود که مشارکت شهروندان نه تنها در مشارکت داده‌ها بلکه در ساختار و توسعه‌ی خود تحقیق نیز اثرگذار باشد. همچنین، این مسئولیت دانشگاه است که فرایند "دموکراتیزه کردن این تحقیقات" را تسهیل کند. 

## حق مشارکت
حق مشارکت عمومی یک حق بشری است که توسط برخی نظام‌های حقوقی بین‌المللی و ملی تضمین شده است و از مشارکت عمومی در برخی فرآیندهای تصمیم‌گیری حمایت می‌کند. ماده 21 اعلامیه جهانی حقوق بشر حق هر شخص را برای مشارکت مستقیم یا با انتخاب نمایندگان در امور کشور خود بیان می کند. به همین ترتیب، حق مشارکت سیاسی به معنای حقی است که بر اساس آن حاکمیت متعهد به ارائه حقوق برای شهروندان از جمله حق نامزدی و انتخاب نمایندگان، تصدی مناصب دولتی مطابق با اصل فرصت‌های برابرو مشارکت در جلسات عمومی و خصوصی و حق تشکیل و پیوستن به احزاب سیاسی می‌شود. مواد 20 و 27 میثاق بین المللی حقوق مدنی و سیاسی نیز موارد مشابهی در مورد حق مشارکت در اداره‌ی امور عمومی دارد. در برخی از حوزه‌های قضایی، حق مشارکت عمومی توسط قانون ذکر شده است. حق مشارکت عمومی را می‌توان به عنوان حقوق بشر، یا مظهر حق آزادی تشکل و آزادی اجتماع تلقی کرد. هلند، آلمان، دانمارک و سوئد از قبل از قرون وسطی دارای مقررات مشارکت عمومی و آزادی اطلاعات در سیستم های حقوقی خود هستند. دموکراسی و مشارکت عمومی ارتباط تنگاتنگی با یکدیگر دارند. جوامع دموکراتیک برای قرن‌ها حقوق مشارکت عمومی را در قوانین خود گنجانده‌اند. به عنوان مثال، در ایالات متحده حق دادخواست بخشی از اولین متمم قانون اساسی ایالات متحده از سال 1791 بوده است. اخیراً، از دهه 1970 در نیوزیلند، قوانین متعددی (به عنوان مثال: بهداشت، دولت محلی و مدیریت محیط زیست) مقامات دولتی را ملزم می‌کند که با افرادی که تحت تأثیر یک موضوع قرار گرفته‌اند، «مشاوره» کرده و نظرات آنها را هنگام تصمیم گیری در نظر بگیرند. مشارکت مؤثر مردم به دسترسی آنها به اطلاعات دقیق و جامع بستگی دارد. از این رو قوانین مربوط به مشارکت عمومی اغلب به موضوع حق به دانستن، دسترسی به اطلاعات و آزادی اطلاعات می پردازد. حق مشارکت نیز ممکن است در چارچوب برابری و حقوق گروهی به منظور تضمین مشارکت برابر و کامل یک گروه تعیین شده در جامعه ارتقا یابد. مثلا در زمینه افراد معلول.